# Referendum in Lettonia del 1998
Il referendum in Lettonia del 1998 si svolse il 3 ottobre 1998 in materia di cittadinanza, contemporaneamente alle elezioni parlamentari per la VII legislatura del Saeima.
Il 22 giugno 1998 il Saeima aveva apportato modifiche alla legge sulla cittadonanza, per aumentare le opportunità di naturalizzazione in conformità con le raccomandazioni dell'OSCE, prevedendo in particolare l'abolizione delle "finestre di naturalizzazione", la possibilità di ottenere la cittadinanza lettone per i figli dei cosiddetti non cittadini (nepilsoņi) e degli apolidi (bezvalstnieki) nati in Lettonia successivamente all'agosto 1991 e semplificare le procedure di naturalizzazione per le persone di età superiore ai 65 anni, il passaggio del diritto di concedere fino a 50 cittadinanze onorarie per meriti speciali annue dal parlamento al governo.
I partiti di destra si sono opposti a questi emendamenti, raccolgiendo il numero di firme necessarie per ottenere l'indizione di un referendum abrigativo.
La maggioranza del 53,9% ha votato per mantenere la legge.

## Risultati
| Scelta                                  | voti      | %    |
| --------------------------------------- | --------- | ---- |
| Per                                     | 416.584   | 46.1 |
| Contro                                  | 487.559   | 53,9 |
| Voti non validi/vuoti                   | 23.897    | –    |
| Totale                                  | 928,040   | 100  |
| Elettori registrati/affluenza alle urne | 1.341.873 | 69,2 |
| Fonte: Nohlen & Stöver                  |           |      |